# Біргер Мартенс
Біргер Мартенс (нід. Birger Maertens, нар. 28 червня 1980, Брюгге) — бельгійський футболіст, що грав на позиції захисника.
Виступав, зокрема, за клуб «Брюгге», з яким став дворазовим чемпіоном Бельгії, триразовим володарем Кубка Бельгії та чотириразовим володарем Суперкубка Бельгії, а також національну збірну Бельгії.

## Клубна кар'єра
Народився 28 червня 1980 року в місті Брюгге. Вихованець футбольної школи клубу «Брюгге». Свій перший офіційний матч за першу команду Мартенс провів 9 серпня 2001 року проти ісландського «Акранеса» (4:0) в останньому попередньому раунді Кубка УЄФА. Він відіграв перший тайм, після чого замість нього вийшов Андрес Мендоса. Мартенс спочатку грав на позиції правого крайнього захисника під час свого першого матчу основної команди проти «Акранеса», але згодом був переведений на позицію центрального захисника. Норвезький тренер Тронд Солльєд почав регулярно використовувати Мартенса після того як основні центральні захисники Тьорвен Де Брул і конголезець Ерве Нзело-Лембі отримали травми перед зимовою перервою сезону 2001/02. Він дебютував у чемпіонаті Бельгії після зимової перерви в гостях проти «Вестерло» (1:4) і надалі не поступався місцем в основі. 
У 2002 році він виграв Кубок Бельгії після перемоги у фіналі проти у «Мускрона», а наступного року виграв титул чемпіона Бельгії 2002/03 років, зігравши в 31 з 34 ігор того сезону. 
У сезоні 2003/04 Мартенс грав менше через прихід чеха Давида Розегнала, якому віддали перевагу. А проте 23 травня 2004 року Мартенс зіграв у фіналі кубка з «Бевереном», вийшовши на позиції правого захисника через травму Олів'є Де Кока. Мартенс забив у цій грі автогол, але «Брюгге» все одно виграв свій дев’ятий Кубок Бельгії з рахунком 4:2.
У наступному сезоні 2004/05 Мартенс знову був основним гравцем і допоміг команді ще раз стати чемпіоном країни, зіграв трохи менше, ніж у сезоні 2002/03, а саме 25 ігор. 
У червні 2005 року ікона клубу Ян Кулеманс змінив Солльєда на посаді головного тренера і під його керівництвом Мертенс зіграв у 33 іграх, переважно як основний гравець. Але з приходом ще одного нового тренера, Джекі Матейссена у 2007 році Мартенс випав зі стартового складу в сезоні 2007/08. В результаті влітку 2008 року Мартенс, зігравши лише 12 ігор чемпіонату, покинув рідну команду.
25 червня 2008 року Мартенс перейшов у нідерландський «Гераклес» (Алмело), підписавши контракт до 2011 року. У 2009 році нідерландський футбольний журнал Voetbal International визнав Мартенса 8-м найкращим гравцем сезону в Ередивізі. Протягом трьох сезонів був основним гравцем, але 4 серпня 2011 року Мартенс отримав розрив хрестоподібних зв'язок, від якого він відновився лише в травні 2012 року. 6 січня 2012 року було оголошено, що він покинув «Гераклес» раніше, ніж планувалося, через особисті причини, щоб повернутися до рідної Бельгії.
2012 року Мартенс перейшов у «Вестерло», з яким 2014 року вийшов до вищого дивізіону країни, провівши там ще один сезон. Далі у сезоні 2015/16 Мартенс перейшов грати за клуб четвертого дивізіону «Вестгук», але у березні 2016 року покинув клуб.
У сезоні 2016/17 грав за «Бредене» у сьомому дивізіоні, а завершив ігрову кар'єру у команді «Дарінг Брюгге», за яку виступав протягом 2017—2022 років.

## Виступи за збірну
У 1998 році дебютував у складі юнацької збірної Бельгії (U-18), загалом на юнацькому рівні взяв участь у 13 іграх.
2002 року залучався до складу молодіжної збірної Бельгії, з якою був учасником молодіжного чемпіонату Європи 2002 року у Швейцарії, на якому бельгійці не подолали груповий етап. Всього на молодіжному рівні зіграв у 5 офіційних матчах.
12 жовтня 2005 року провів свій єдиний матч за національну збірну Бельгії у матчі кваліфікаційного етапу чемпіонату світу 2006 року проти Литви (1:1).

## Титули і досягнення
- Чемпіон Бельгії (2):

«Брюгге»: 2002/03, 2004/05
- Володар Кубка Бельгії (3):

«Брюгге»: 2001/02, 2003/04, 2006/07
- Володар Суперкубка Бельгії (4):

«Брюгге»: 2002, 2003, 2004, 2005